# Stora Märkesgölen
Stora Märkesgölen är en sjö i Gnosjö kommun i Småland och ingår i Nissans huvudavrinningsområde.